# Tetrastichus sceliphroni
Tetrastichus sceliphroni är en stekelart som beskrevs av Jean Risbec 1958. Tetrastichus sceliphroni ingår i släktet Tetrastichus och familjen finglanssteklar.
Artens utbredningsområde är Kongo. Inga underarter finns listade i Catalogue of Life.